# Weijland en de Bree
Weijland en de Bree is een voormalig waterschap en polders in de provincie Zuid-Holland ten noordoosten van Bodegraven. Weijland en de Bree ligt noordelijk van de Oude Rijn. Weijland en de Bree bestaat uit twee aparte polders:
- Weilandsche polder
- Breepolder

De polder valt onder waterschap De Stichtse Rijnlanden. Tot 1975 werd het waterbeheer uitgevoerd door Groot-Waterschap van Woerden.
Een houtkade, die ontstond bij de ontginningen in de late middeleeuwen, is de scheidslijn tussen de Meijepolder en het poldergebied Weijland en De Bree.